# Salmson

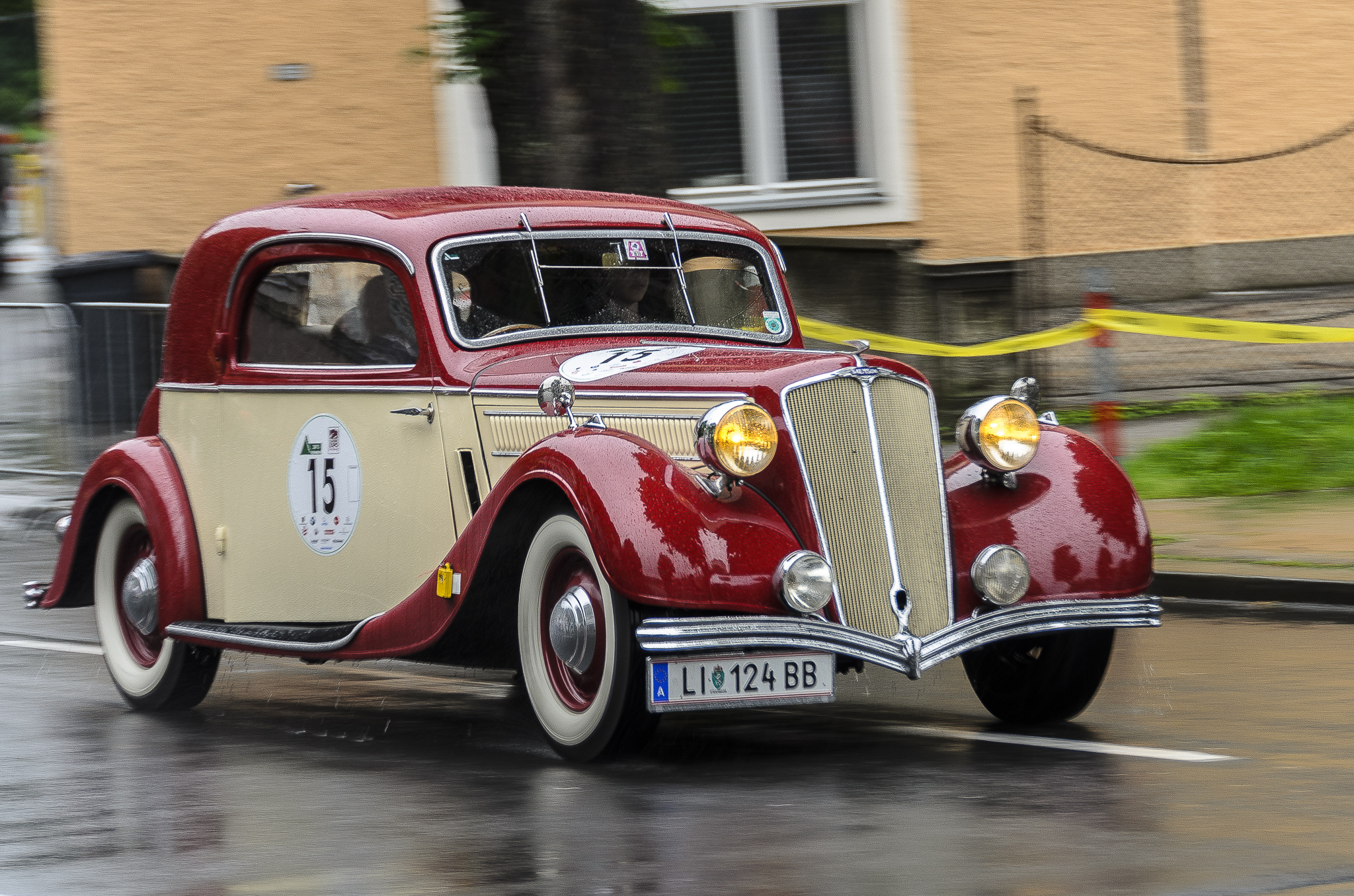
Salmson SE4

Salmson ist ein französisches Maschinenbauunternehmen, das ab 1912 bis 1957 auf dem Gebiet der Flugzeug- und Automobilproduktion tätig war. Ab den 1960er Jahren produzierte es nur noch Pumpen.

## Geschichte
Émile Salmson (1858–1917) gründete 1890 das Unternehmen als Émile Salmson Ing. in Paris als Werkstatt, in welcher Dampfkompressoren und Zentrifugalpumpen für die Eisenbahn und das Militär hergestellt wurden. Nachdem die beiden Ingenieure Canton und Unné in das Unternehmen eingetreten waren, wurde dieses in Émile Salmson & Cie. umbenannt, das ab 1896 mit Benzin betriebene Fahrstühle und Motoren produzierte.
Das Unternehmen gehörte zu den ersten, die sich bereits vor dem Ersten Weltkrieg auf die Produktion von Flugmotoren spezialisierten und bis zum Zweiten Weltkrieg weiter produzierten. Nach dem Ersten Weltkrieg suchte das Unternehmen nach anderen Produktionszweigen und begann mit der Herstellung von Karosserien, bis es komplette Automobile herstellte. 1957 endete die Ära der Autofabrikation.
Die Produktion von Pumpen kehrte in den Mittelpunkt zurück. Die Produktionsstätten wurden 1961 nach Mayenne verlegt. 1962 wurde das Unternehmen von ITT-Lockheed Martin übernommen. 1976 gelangte es unter die Kontrolle von Thomson. Chatou wurde Sitz des Unternehmens. 1984 wurde der Pumpenhersteller Pompes Salmson von seinem deutschen Konkurrenten WILO SE übernommen.

## Flugzeugproduktion

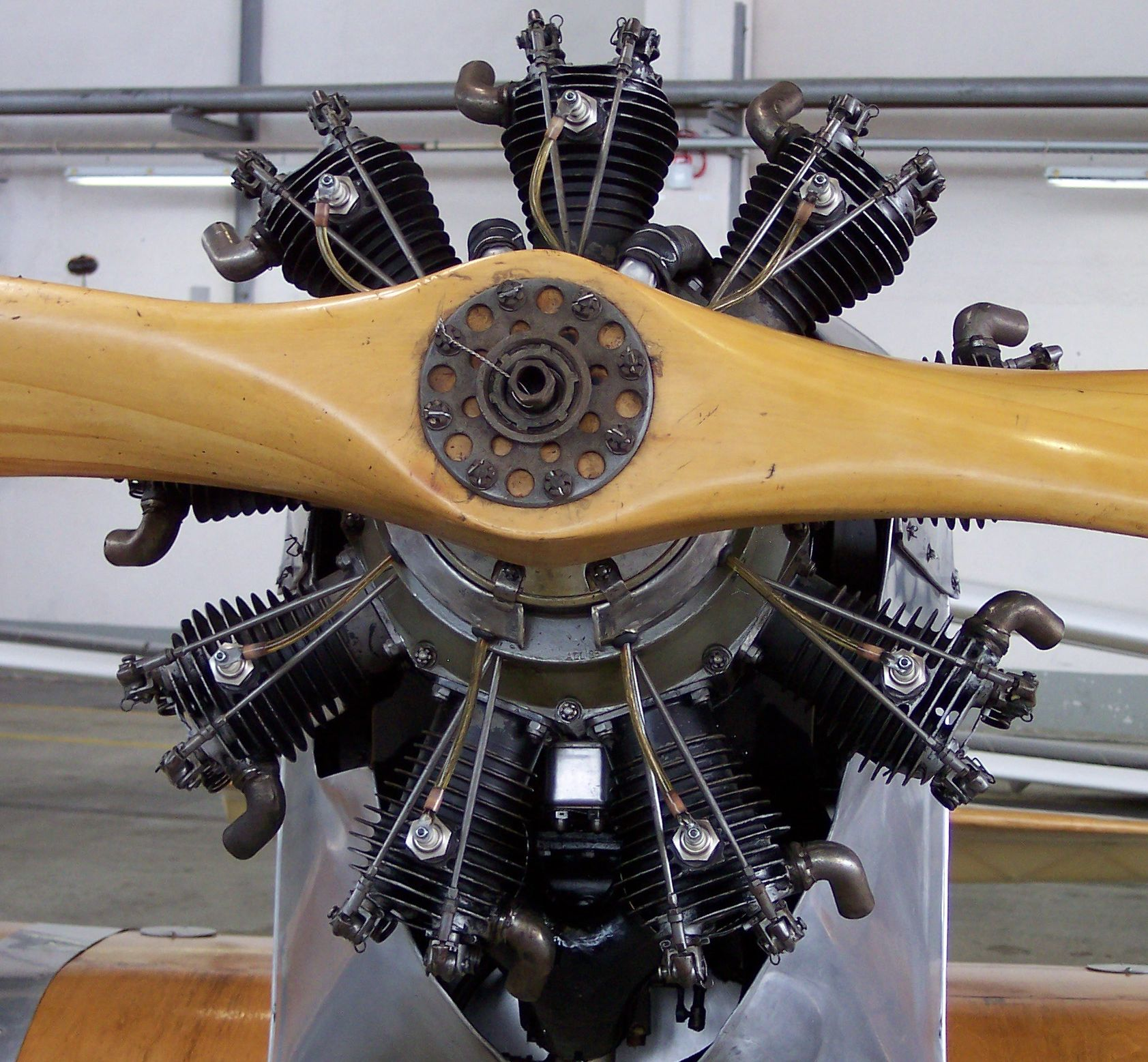
Sternmotor einer Salmson AD-9

Das Unternehmen wurde nach Boulogne-Billancourt bei Paris verlegt. Dort produzierte Salmson als Motorenspezialist erstmals komplette Flugzeuge, während des Ersten Weltkrieges hauptsächlich Jagdflugzeuge. Salmson Flugzeuge fanden seit 1911 auch Verwendung für die Luftpost nach Indien. Die Flugzeugherstellung wurde nach Villeurbanne bei Lyon verlegt. Für Flugzeuge baute Salmson Sternmotoren. 1931 wurden zwei Weltrekorde von Maryse Bastié beim Flug von Le Bourget nach Moskau mit einem Salmson-Flugzeug aufgestellt.
Flugmotoren:
- Salmson 2 (1911–1920)
- Salmson 2M.7
- Salmson B9
- Salmson 9 (1944–1951)
- Salmson 9AD
- Salmson 9ZM
- Salmson 9Z

Flugzeugmodelle:
- Salmson SM-I (1916) als Aufklärer

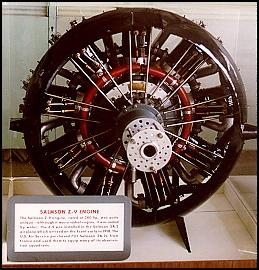
Sternmotor einer Salmson 9Z

- Salmson Sal II (1917) als Aufklärer (A.2) und Bomber (B.2)
- Salmson Sal III (1918) als Jagdeinsitzer C.1
- Salmson Sal IV (1918) als Schlachtzweisitzer Ab.2
- Salmson Sal V (1918) als Aufklärer A.2
- Salmson Sal VII (1918) als Aufklärer A.2
- Salmson Phrygane (1934)
- Salmson Cricri (1936)

## Fahrzeugproduktion

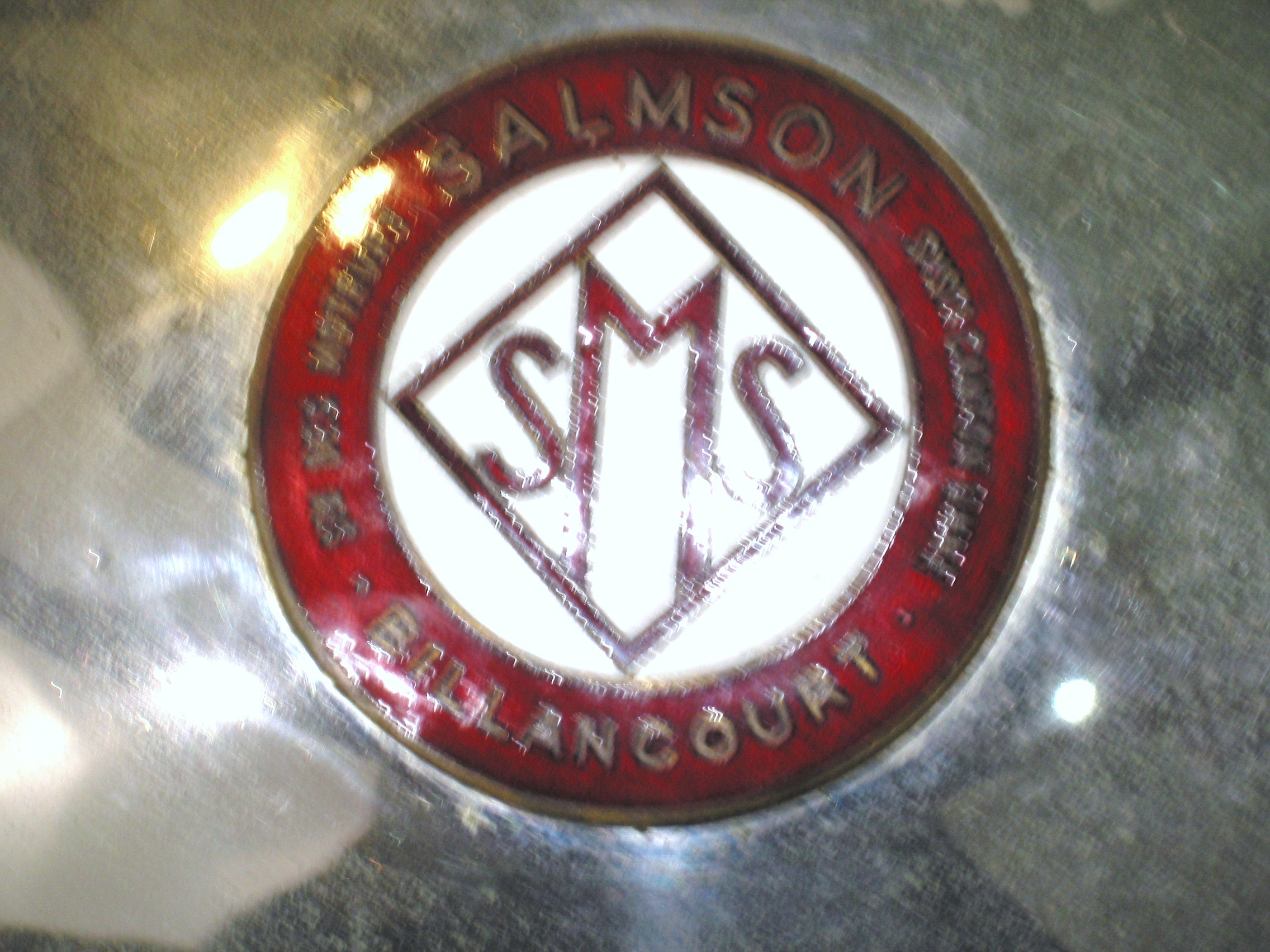
Emblem

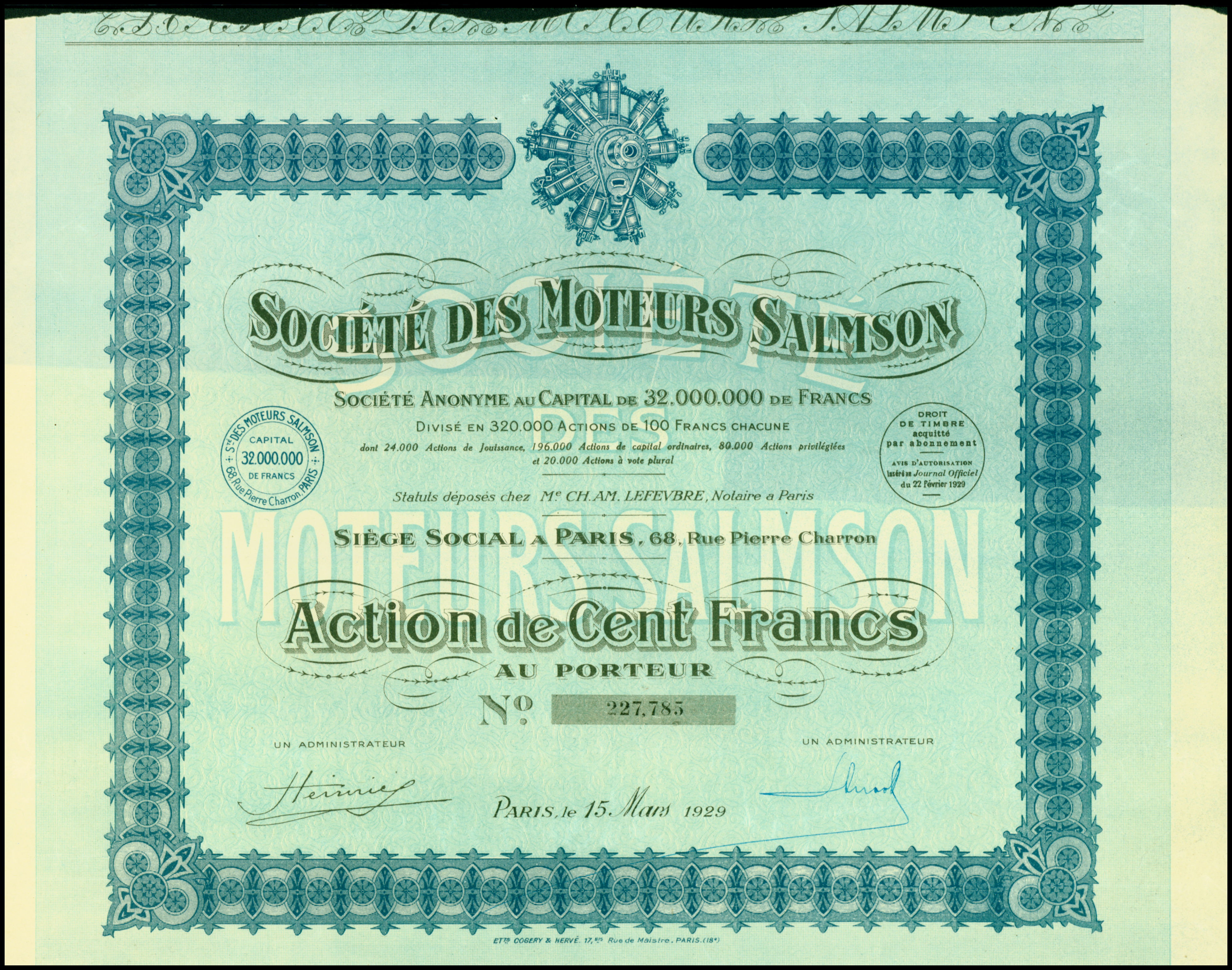
Aktie über 100 Francs der Soc. des Moteurs Salmson vom 15. März 1929

In Billancourt wurden unter der Leitung von Émile Petit Autos hergestellt. Da das Unternehmen keinen Experten für die Konstruktion von Autos hatte, begann man mit der Lizenzfertigung britischer G.N. Cyclecars, die 1919 auf dem Pariser Automobilsalon vorgestellt wurden. 1922 wurde die Fahrzeugfertigung als separates Unternehmen unter dem Namen Société des Moteurs Salmson ausgegliedert.
Der erste Salmson-Wagen wurde von einem Vierzylindermotor angetrieben. 
Automodelle:
- AL (cyclecar 1920)
- D-Typ (1922)
- VAL3 (1922)
- AL3 (1923)
- GSC San Sebastian
- Grand Sport  (GS 1924–1930)
- 2ACT (1926)

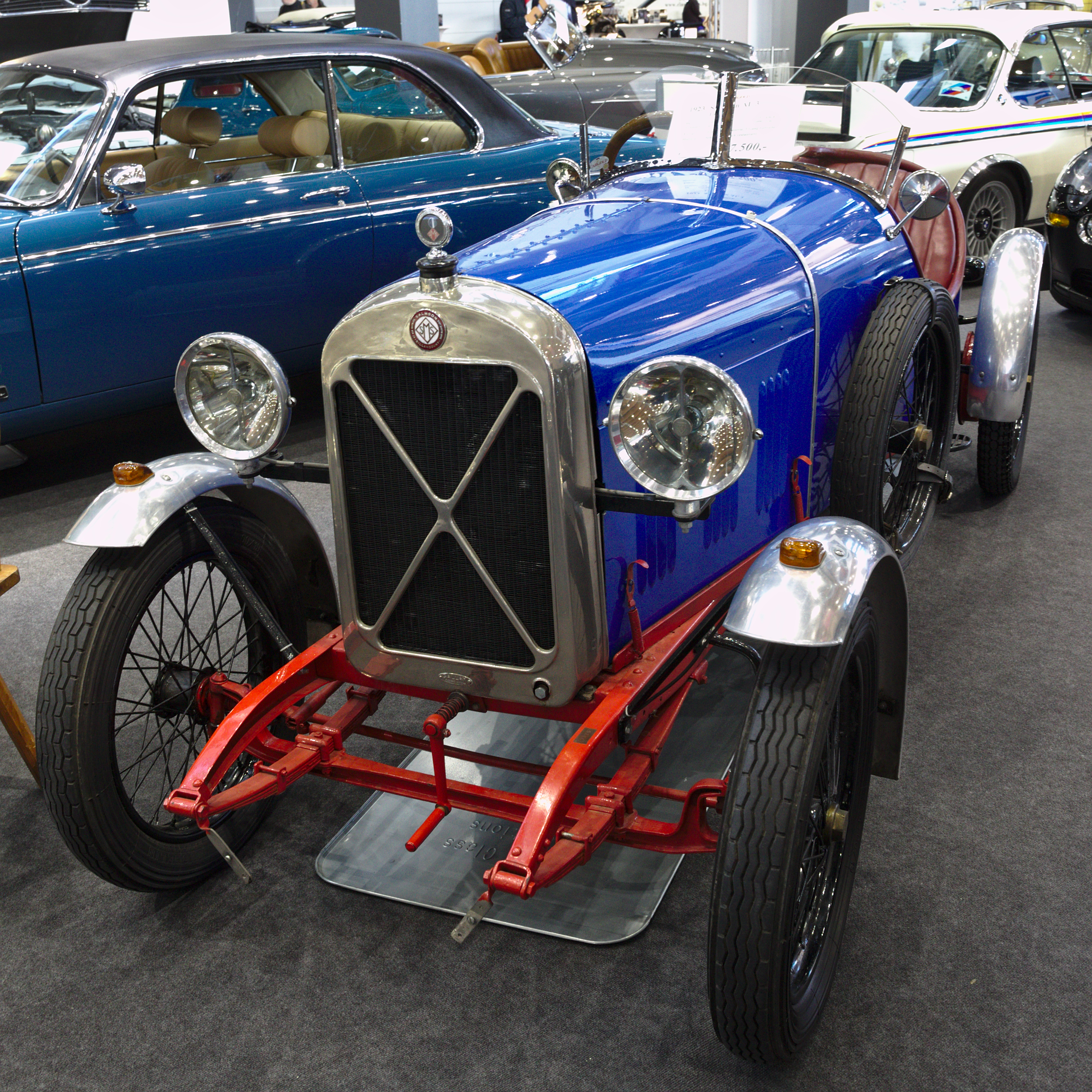
Salmson AL3 von 1923

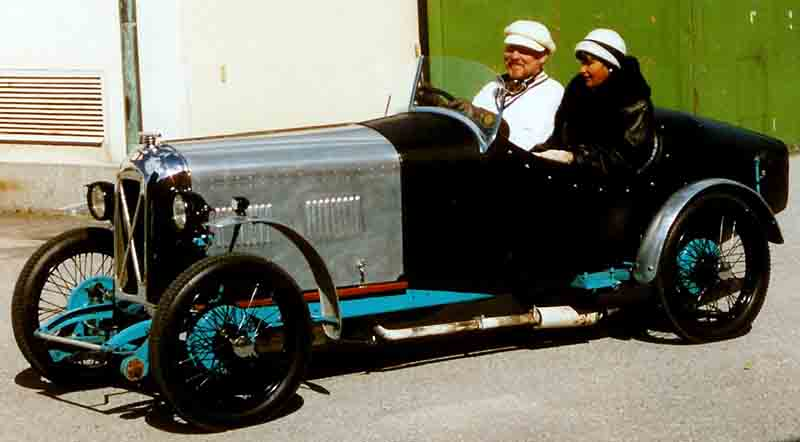
Salmson Grand Prix Sport Zweisitzer mit 9,5 PS von 1928

Zur Teilnahme an Motorsportveranstaltungen stellte Salmson 1924 das Modell Grand Sport mit einem Vierzylindermotor mit 1086 cm³ Hubraum vor, der bereits 40 PS entwickelte. Aufgrund der Rennsporterfolge fiel die Entscheidung zur Serienfabrikation des Modells Grand Sport, bei dem das Fahrgestell eine große Zahl von Verbesserungen erfuhr. Unter seiner Motorhaube waren zwei obenliegende Nockenwellen tätig. Salmson gewann 550 Autorennen und stellte zwischen 1921 und 1928 zehn Weltrekorde auf, bevor die Rennabteilung 1929 geschlossen wurde.

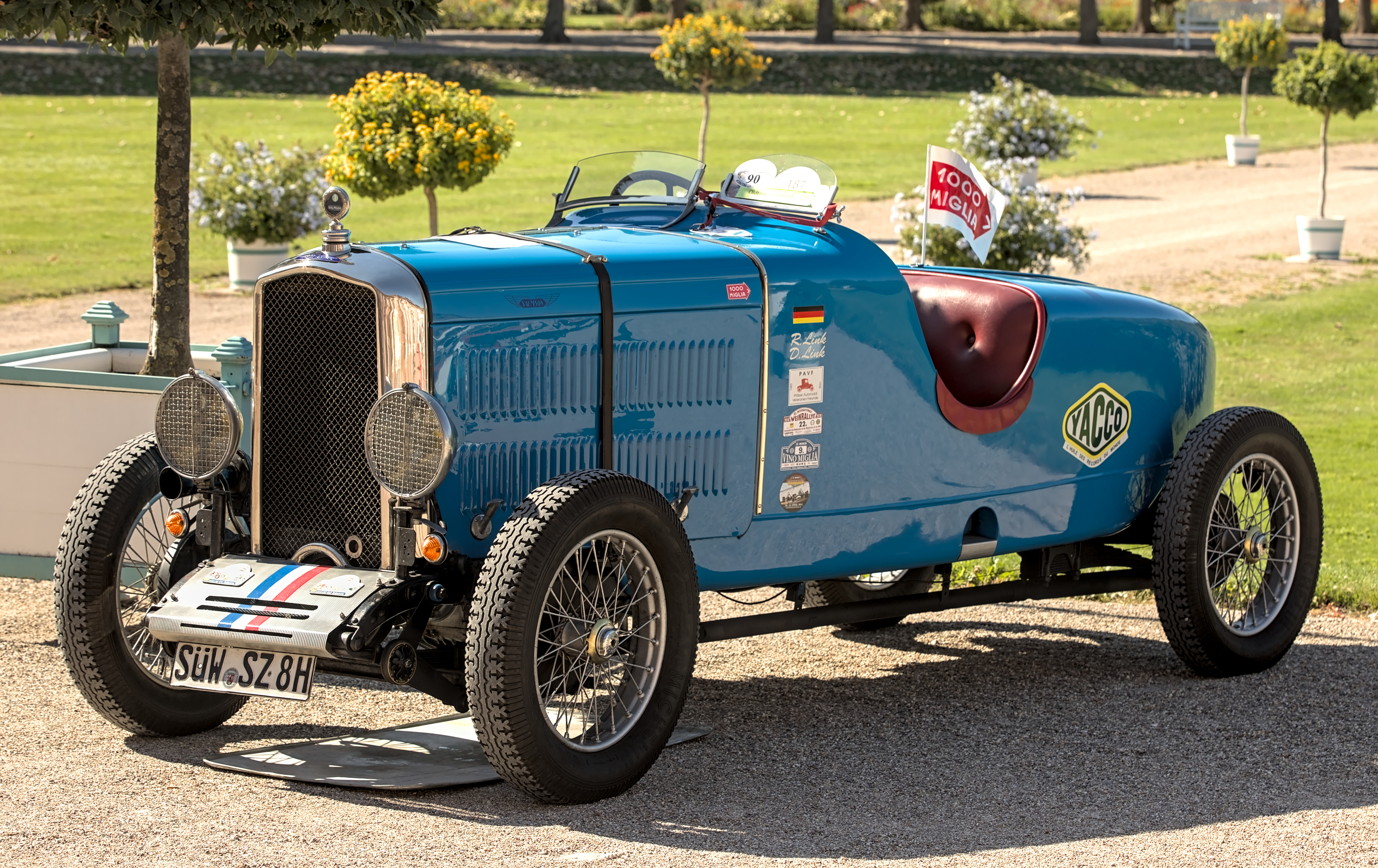
Salmson S4 von 1930

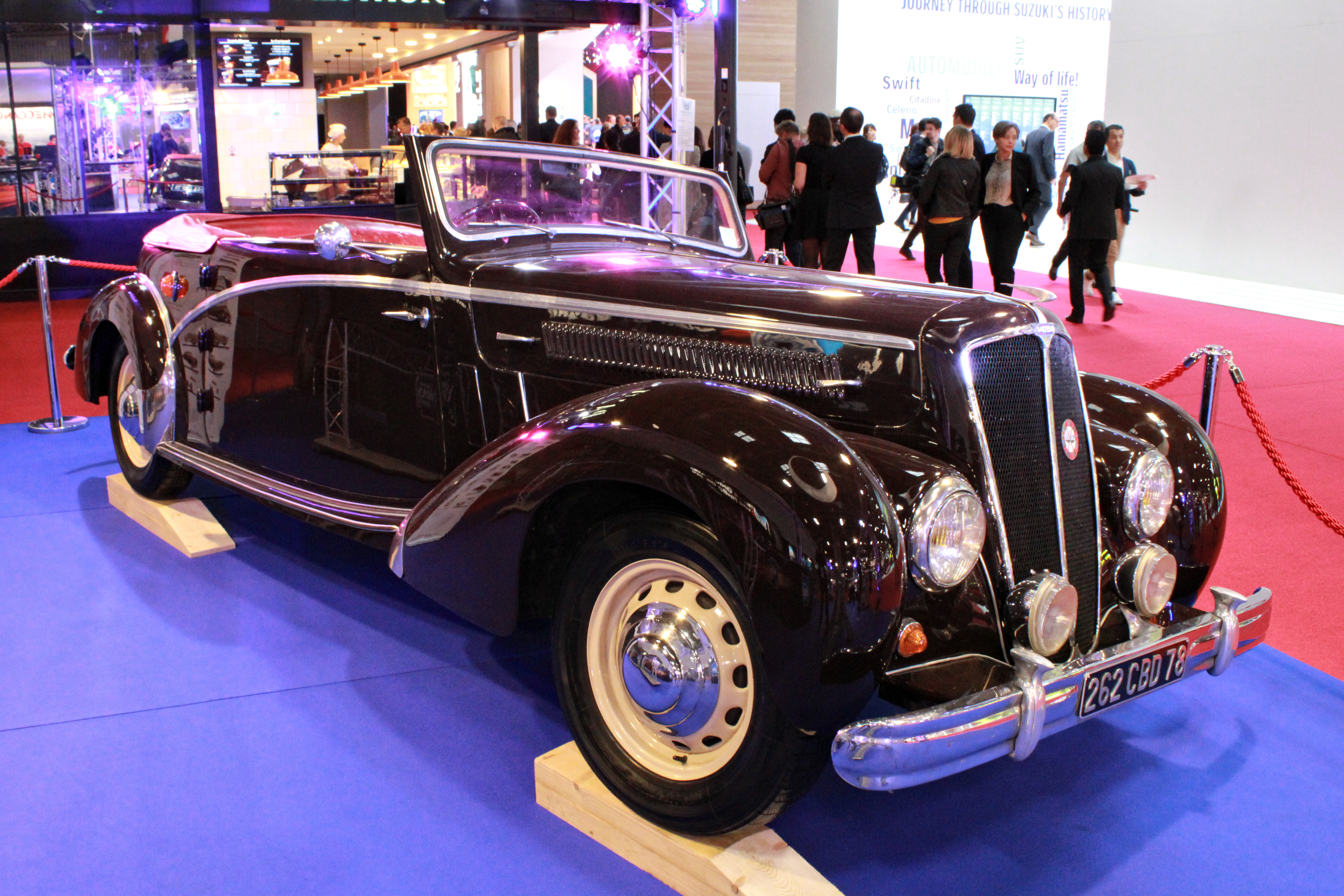
Salmson S4E Cabriolet von 1949

Im selben Jahr wurde der D-Typ von der längerfristigen S-Serie abgelöst.
- S4 (1929–1932)
- S4C (1932)
- S4D (1934)
- S4DA (1935–1938)
- S4-61 (1938–1951)
- S4E (1938–1951)

Nach der Weltwirtschaftskrise konzentrierte sich Salmson in den 1930er Jahren erfolgreich auf die Fertigung eleganter und luxuriöser Zwei- und Viertürer, darunter zahlreicher Cabriolets. Das Modell S4C mit 1500 cm³ Hubraum verfügte bereits über eine 12-V-Anlage. Zu den von Salmson angebotenen technischen Besonderheiten gehörte in jenem Jahrzehnt auch der Einbau von Cotal-Vorwählgetrieben.
Der S4C wurde auch von der British Salmson als 12-PS-Modell produziert. Infolge der Weltwirtschaftskrise und des Wechselkursverfalls lohnte sich der Export französischer Fahrzeuge nach Großbritannien nicht mehr. Der britische Ableger entwickelte aus dem Modell S4C noch vor dem Zweiten Weltkrieg die Modelle S4D und S6D. Dort wurde auch das 2A2-de-Aéropostale-Flugzeug gefertigt.
Nach dem Zweiten Weltkrieg erlebte Salmson mit den Modellen S4E und S4-61 noch ein Comeback. Der S4E verfügte über einen Vierzylindermotor von 2.336 cm³ Hubraum, aus denen er 70 PS entwickelte. 1950 wurde ein neues Modell in Gestalt des E72 Randonnée präsentiert. Da in der frühen Nachkriegszeit nur wenige Fahrzeuge verkauft wurden, das Unternehmen vom Verkauf von Flugzeugmotoren weiterlebte, musste die Autoproduktion zeitweilig unterbrochen werden. 1953 wurde ein neues Modell, der 2300S präsentiert. 1955, 1956 und 1957 nahm Salmson noch an den 24-Stunden-Rennen von Le Mans teil.
1953 ging der Autohersteller in Konkurs, 1957 endeten dessen gesamte Aktivitäten. Renault kaufte die Fabrik in Billancourt.

## Trivia
Bei dem in Jacques Tatis Film Die Ferien des Monsieur Hulot von Hulot gefahrenen Automobil handelt es sich um einen Salmson AL3.